# Drumskinny Linea
La Drumskinny Linea è una struttura geologica della superficie di Europa.